# 徐寶謙
徐寶謙（?—?），浙江省嘉興府石門縣人，清朝政治人物、同進士出身。
光緒六年（1880年），参加庚辰科殿試，登進士三甲第83名。同年五月，授刑部主事。